# حيلة الائتمان

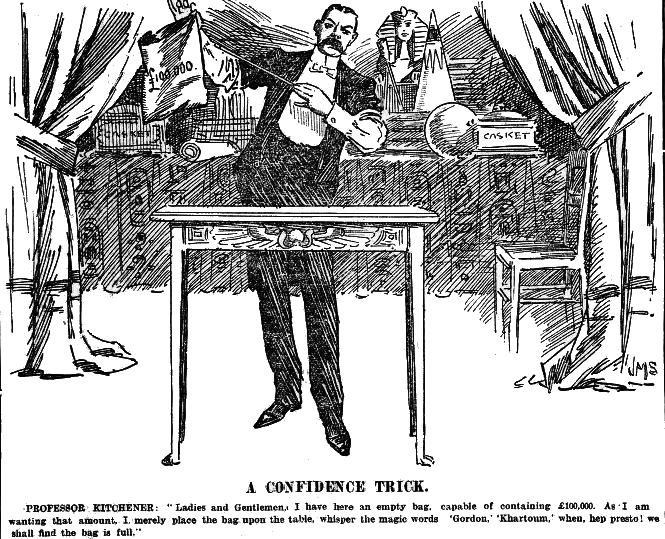

حيلة الائتمان أو خدعة الثقة أو لعبة الثقة (بالإنجليزية: Confidence trick)‏ في القانون و في الاقتصاد هي أخذُ المال بالحيلة عن طريق كسب ثقة المَغْدُور به  بأساليب احتيال عليه حتى يأتمن إنسانٌ إنسانًا آخَر فيَقَع في الفَخّ ويَخسر مالَه أَو مَتاعًا له،  وكذلك إعطاء إقرارات أو بيانات كاذبة ينطبق عليها تعريف الخداع.
هي محاولة للاحتيال على شخص أو مجموعة من خلال الحصول على الثقة، واستغلال خصائص النفس البشرية مثل الجشع، سواء خيانة الأمانة أوالصدق، الغرور، الرحمة، السذاجة، اللامسؤولية، والتفكير في محاولة للحصول على شيء ذي قيمة من أجل لا شيء أو عن شيء أقل قيمة، واللعب على ثقة الضحايا الأفراد من جميع مناحى الحياة.
تمددت هذه الظاهرة واتسعت في الوقت الأخير بشكل كبير. يُسمى المخادع أحيانا بالإنجليزية (بالإنجليزية: confidence man)‏ ويسمى الشريك في الخداع (بالإنجليزية: shill)‏

## من التاريخ
كان أول استخدام للتعبير الإنجليزي "confidence man" عن المخادع في عام 1849، وقد نشرت في أميريكان برس  خلال محاكمة المخادع وليام تومسون. وقد اعتاد تومسون مخادعة الناس واكتساب ثقتهم بالكلام الجميل، ثم يسألهم في طلب تسليفه ساعاتهم، ويمضي بها بلا رجعه. وقد احتجزه البوليس بعد تعرف أحد الناس الذين خدعهم عليه في الطريق، وقدم إلى المحاكمة.

## أنواع الاحتيال

### الاحتيال على مستوى المنشآت[4]
- تزوير التواقيع والأختام.
- تزييف أو تحريف المستندات أو الأوراق الماليّة.
- تحويل أموال لجهات وهمية أو موظفين وهميين.

### الاحتيال على مستوى الأفراد[4]
- انتحال شخصية موظف مصرف.
- إعلانات القروض الوهمية.
- عروض التوظيف الوهميّة.
- طلبات تسديد الفواتير أو تحويل الأموال من أشخاص مجهولين.

## إحصائيات

### إحصائيات عالميّة
- ينشر موقع سكام ووتش (موقع مختص بالإبلاغ عن عمليات الاحتيال المالي) إحصائيات سنويّة عن البلاغات التي وصلته، وفي سنة 2018م تجاوزت المبالغ التي خسرها الناس نتيجة عمليات احتيال مختلفة وأبلغوا الموقع عنها مئة مليون دولار أمريكي.[5]
- تقدّر الخسائر في عمليات الاحتيال المالي الإلكتروني بـ60 مليار دولار أمريكي في عام 2017م.[6]

### إحصائيات عربية
- في السعودية خسر الناس 217 مليون ريال سعودي في عمليات الاحتيال.[7]

## اقرأ أيضاً
- مستحقات مؤجلة
- سلسلة بونزي
- العملات المشفرة والأمن